# Sennar (città)
Sennar (anche chiamata Sannār) (in arabo سنار‎?) è una città sul Nilo Azzurro nel Sudan ed è la capitale del wilayat sudanese del Sennar. Per molte centinaia d'anni è stata la capitale del Regno di Sennar dei Fung. La città moderna dista 17 km sud-sud-est dalle rovine dell'antica capitale. Si trova vicino alla diga di Sennar la quale ha spronato l'attività agricola della zona fornendo acqua per l'irrigazione dei campi nel 1925. La diga di Sennar è stata progettata costruita e gestita dall'ingegnere inglese, Stephen "Roy" Sherlock.
Al giorno d'oggi esistono ben due agglomerati urbani che portano il nome di Sennar. Uno è il Sennar Junction, "svincolo sennar", chiamato così per via dello snodo ferroviario che esso ospita e che ha aiutato le truppe inglesi alla fine del XVIII secolo alla invasione del Sudan. L'altro è Sennar Al-Madeena o Sennar Town costruita sulle rovine dell'antico villaggio africano di Mok-waar il quale era ben conosciuto alle tribù africane prima dell'arrivo delle tribù arabe.
| Anno              | Popolazione |
| ----------------- | ----------- |
| 1973 (censimento) | 28 546      |
| 1983 (censimento) | 42 803      |
| 1993 (censimento) | 72 187      |
| 2007 (stima)      | 143 059     |